# Gouvernement Mazovië
Het gouvernement Mazovië (Russisch: Мазовская Губерния, Mazovskaja goebernija, Pools: Gubernia mazowiecka) was een gouvernement (goebernija) van Congres-Polen. De hoofdstad was Warschau.
Het gouvernement Mazovië ontstond in 1837 uit het woiwodschap Mazovië. In 1844 werd het gouvernement Mazovië onderdeel van het gouvernement Warschau.